# Estación Cazadores Correntinos
Cazadores Correntinos es una estación de ferrocarril ubicada en la localidad del mismo nombre del Departamento Curuzú Cuatiá en la Provincia de Corrientes, República Argentina. 

## Servicios
Se encuentra precedida por la Estación Emilio R. Coni y le sigue Estación Capitán Joaquín Madariaga.